# Kouřim (stacja kolejowa)
Kouřim – stacja kolejowa w miejscowości Kouřim, w kraju środkowoczeskim, w Czechach. Znajduje się na wysokości 240 m n.p.m.
Jest zarządzana przez Správę železnic. Na stacji nie ma możliwości zakupu biletu.

## Linie kolejowe
- 012 Pečky - Kouřim